# Døstrup Sogn (Tønder Kommune)
 For alternative betydninger, se Døstrup Sogn. (Se også artikler, som begynder med Døstrup Sogn)
Døstrup Sogn er et sogn i Tønder Provsti (Ribe Stift).
Døstrup Sogn hørte til Tønder, Højer og Lø Herred i Tønder Amt. Døstrup sognekommune blev ved kommunalreformen i 1970 indlemmet i Skærbæk Kommune, der ved strukturreformen i 2007 indgik i Tønder Kommune.
I Døstrup Sogn ligger Døstrup Kirke. Sognet hørte indtil 2007 til Tørninglen Provsti, og kirken har det karakteristiske Tørninglen-spir, der er rejst over 4 trekantgavle.
I sognet findes følgende autoriserede stednavne:
- Drengsted (bebyggelse, ejerlav)
- Døstrup (bebyggelse, ejerlav)
- Døstrup Sønderjylland (station)
- Hedeager (bebyggelse)
- Lovrup (bebyggelse, ejerlav)
- Lovrup Skrøp (areal)
- Mærskhuse (bebyggelse)
- Mølledamshuse (bebyggelse)
- Overby (bebyggelse, ejerlav)
- Tevring (bebyggelse)
- Vinum (bebyggelse, ejerlav)

## Afstemningsresultat
Folkeafstemningen ved Genforeningen i 1920 gav i Døstrup Sogn 363 stemmer for Danmark, 227 for Tyskland. Af vælgerne var 83 tilrejst fra Danmark, 47 fra Tyskland. 